# بایاندا والازا
بایاندا والازا (انگلیسی: Bayanda Walaza؛ زادهٔ ۹ فوریهٔ ۲۰۰۶) دونده اهل آفریقای جنوبی است.
وی در مسابقات کشوری و بین‌المللی در مجموع برندهٔ ۱ مدال نقره شده است.